# TvN 주간 드라마
tvN 주간 드라마는 tvN에서 방송했던 드라마 프로그램이었다.

## 개요
미니 시리즈 드라마 형식으로 방송했다.

## 프로그램 리스트

### 화요 드라마

#### 2010년대

##### 2012년
- 《응답하라 1997》 : 2012년 7월 24일 ~ 2012년 9월 18일

### 목요 드라마

#### 2020년대

##### 2020년
- 《슬기로운 의사생활》 : 2020년 3월 12일 ~ 2020년 5월 28일

##### 2021년
- 《슬기로운 의사생활 2》 : 2021년 6월 17일 ~ 2021년 9월 16일

### 금요 드라마

#### 2010년대

##### 2018년
- 《빅 포레스트》 : 2018년 9월 7일 ~ 2018년 11월 9일
- 《톱스타 유백이》 : 2018년 11월 16일 ~ 2019년 1월 25일

##### 2019년
- 《막돼먹은 영애씨 17》 : 2019년 2월 8일 ~ 2019년 4월 26일
- 《쌉니다 천리마마트》 : 2019년 9월 20일 ~ 2019년 12월 6일

### 일요 드라마

#### 2010년대

##### 2012년
- 《21세기 가족》 : 2012년 3월 11일 ~ 2012년 4월 29일

##### 2014년
- 《삼총사》 : 2014년 8월 17일 ~ 2014년 11월 2일

##### 2015년
- 《위대한 이야기》 : 2015년 3월 15일 ~ 2015년 5월 10일

## 경쟁 프로그램
- KBS 1TV 주간 드라마
- KBS 2TV 주간 드라마
- MBC 주간 드라마
- SBS 주간 드라마
- TV 조선 주간 드라마
- JTBC 주간 드라마
- 채널A 주간 드라마
- ENA 주간 드라마